# Alex Ongaro
Alexander „Alex“ Ongaro (* 5. Oktober 1963 in Edmonton) ist ein ehemaliger kanadischer Radrennfahrer.

## Sportliche Laufbahn
Ongaro war im Bahnradsport aktiv. Er war Teilnehmer der Olympischen Sommerspiele 1984 in Los Angeles. Im Sprint gewann er seinen Vorlauf gegen Lee Fu-Hsiang. In der zweiten Runde scheiterte er an Tsutomu Sakamoto. Im Hoffnungslauf bezwang er Max Rainsford. Im Achtelfinale verlor er gegen den späteren Olympiasieger Mark Gorski.
Bei den Commonwealth Games 1986 in Edinburg gewann er hinter Gary Neiwand die Silbermedaille im Sprint.